# Vidskär (Schiff)
Die Vidskär ist eine finnische Doppelendfähre.

## Geschichte
Das Schiff wurde 1972 unter der Baunummer 19 auf der Werft Sigbjørn Iversen Mek. Verksted Båtbyggeri in Flekkefjord als Hidrasund gebaut. Der Rumpf wurde von Bentsen & Sønner Slipp & Mek. Versted in Ny-Hellesund zugeliefert. Die Fähre wurde im Mai 1972 an die Reederei Flekkefjord Dampskipsselskap abgeliefert. 2007 wurde die Flekkefjord Dampskipsselskap ein Tochterunternehmen von Tide Sjø, aus der wiederum Anfang 2012 die Reederei Norled hervorging.
Die Fähre wurde auf der Verbindung zwischen Abelnes und Andabeløy im Verlauf des Fylkesvei 4128 eingesetzt, die bis Ende August 2021 von der Reederei Nordled betrieben wurde. Zum 1. September 2021 übernahm die Reederei Boreal Sjø die Fährverbindung. Boreal Sjø ließ hierfür mit der Lafjord eine neue Doppelendfähre bauen, die Ende März 2022 in Dienst gestellt wurde. Bis dahin nutzte sie noch die bisherige Fähre auf der Verbindung.
Die ehemalige Hidrasund wurde im selben Jahr nach Finnland verkauft und wird dort in den Sommermonaten im Fährverkehr zwischen Inseln im Schärenmeer eingesetzt.

## Technische Daten und Ausstattung
Das Schiff wird von zwei Cummins-Dieselmotoren des Typs 6CTA 8.3-D(M) mit jeweils 190 kW Leistung angetrieben. Die Motoren wirken auf jeweils einen Propeller an den beiden Enden der Fähre. Für die Stromerzeugung stehen zwei von Deutz-Dieselmotoren des Typs F3L 912 mit jeweils 27 kW Leitung angetriebene Generatoren zur Verfügung.
Die Fähre verfügt über ein durchlaufendes Fahrzeugdeck. An beiden Enden befinden sich herunterklappbare Rampen. Die maximale Achslast auf dem Fahrzeugdeck beträgt 12 t. Auf einer Seite der Fähre befinden sich Decksaufbauten unter anderem mit einem Aufenthaltsraum für die Passagiere. Im mittleren Bereich ist hier das Steuerhaus aufgesetzt.